# Чертаново (Костромская область)
Чертаново — деревня в Лопарёвском сельском поселении Галичского района Костромской области России.

## История
Согласно Спискам населенных мест Российской империи в 1872 году усадьба Чертаново относилась к 2 стану Галичского уезда Костромской губернии. В ней числилось 4 двора, проживало 13 мужчин и 16 женщин.
Согласно переписи населения 1897 года в деревне Чертаново проживало 38 человек (16 мужчин и 22 женщины), а в усадьбе Чертаново — 2 человека (1 мужчина и 1 женщина).
Согласно Списку населенных мест Костромской губернии в 1907 году деревня и усадьба Чертаново относились к Свиньинской волости Галичского уезда Костромской губернии. По сведениям волостного правления за 1907 год в деревне числилось 8 крестьянских дворов и 34 жителя, а в усадьбе — 1 двор и 7 жителей. Основными занятиями жителей деревни, помимо земледелия, были малярный и плотницкий промыслы.

## Население
Численность населения населённого пункта менялась по годам:
| Население по годам  |      |        |        |      |      |      |
| Год                 | 1877 | 1897   | 1907   | 2008 | 2012 | 2014 |
| Жителей             | 29   | 38 + 2 | 34 + 7 | 1    | 1    | 1    |
| Крестьянских дворов | 4    | —      | 8 + 1  | —    | —    | —    |

| 2008 | 2010 | 2012 | 2014 |
| ---- | ---- | ---- | ---- |
| 1    | ↘0   | ↗1   | ↘0   |